# Осипов Кирило Никифорович
Кирило Никифорович Осипов (біл. Кірыл Нікіфаравіч Осіпаў; 2 лютого 1907 — 16 серпня 1975) — радянський військовик-політрук, Герой Радянського Союзу (1941). Брав участь у радянсько-фінській та німецько-радянській війні.

## Життєпис
Народився 2 лютого 1907 року в селі Зборов (нині у Рогачовському районі Гомельської області Білорусі) у селянській родині. Білорус. Закінчив 7 класів школи.
З 1929 року у РСЧА. Член ВКП(б) з 1931 року.
Працював у райкомі комсомолу міста Жлобин.
Брав участь у Радянсько-фінській війні 1939—1940 років.
На фронтах німецько-радянської війни з червня 1941 року. Голова партійного бюро 245-го гаубично-артилерійського полку (37-ї стрілецької дивізії 19-ї армії Західного фронту) старший політрук К. Н. Осипов опинившись у ворожому оточені декілька разів переходив лінію фронту, доставляючи командуванню необхідні відомості.
Після війни продовжував службу у Радянській армії.
З 1955 року полковник К. Н. Осипов у запасі.
Помер 16 серпня 1975 року. Похований у Гомелі.

## Звання та нагороди
15 серпня 1941 року Кирилу Никифоровичу Осипову присвоєно звання Героя Радянського Союзу.
Також нагороджений:
- орденом Леніна
- 2-ма орденами Червоного Прапора
- орденом Олександра Невського
- орденом Вітчизняної війни 1-го ступеня
- орденом Червоної Зірки
- медалями